# Enidae
Enidae es una familia de moluscos terrestres pulmonados.

## Anatomía
En esta familia, el número de cromosomas haploides varía entre 21 y 25.

## Géneros
Hay dos subfamilias incluidas en Enidae (de acuerdo con la taxonomía de Gastropoda por Bouchet & Rocroi, 2005).
La familia Enidae incluye los siguientes géneros:
- Subfamilia Eninae B. B. Woodward, 1903 (1880)
  - Tribus Enini B. B. Woodward, 1903 (1880)
    - Género Ena Turton, 1831
    - Megalena Hausdorf, 1999.[2] There is only one species Megalena crassa (Retowski, 1887) in the genus Megalena.

- - Tribus Chondrulini Wenz, 1923

- - Tribus Multidentulini Schileyko, 1978
    - Género Multidentula  Lindholm, 1925
    - Género Merdigera Held, 1838

- Subfamilia Buliminusinae Kobelt, 1880 - synonym Buliminidae Pfeiffer, 1879

- Subfamilia ?
  - † Balearena Altaba, 2007[3] - type species † Balearena gymnesica Altaba, 2007[3]
  - Boninena
  - Chondrula Beck, 1837
  - Euchondrus
  - Jaminia Risso, 1826
  - Luchuena
  - Mastus
  - Napaeus
  - Pachnodus
  - Pene
  - Zebrina